# عروس برادر من
عروس برادر من (به هندی: Mere Brother Ki Dulhan) یک فیلم سینمایی هندی در ژانر فیلم کمدی رمانتیک محصول سال ۲۰۱۱ و به کارگردانی و نویسندگی علی عباس ظفر با بازی کاترینا کایف، عمران خان، علی ظفر، تارا دی سوزا، پاریکشیت سهنی و محمد زیشان ایوب است.